# 老中格
老中格（ろうじゅうかく）または老中並（ろうじゅうなみ）は、江戸幕府において、老中に準じる者に与えられた役職。時代によって役務や処遇の位置づけに変化があった。
初めて老中格の職務と待遇が明文化されたのは松平輝貞の事例であった。老中と比較した職務では、月番交代と老中奉書への加判を行わない、老中と同じく寛永寺・増上寺・紅葉山参拝の名代や御三家・国持大名の参勤交代の挨拶に将軍の上使を勤める、御礼事・御祝儀事・諸献上・諸音物等は老中同様であった。処遇については、基本的に老中と変わりがなかったが、諸大名・諸太夫からの願書は老中と違って、宛先記載のないものを提出することになっていた。なお、幕末の老中格はそれ以前と異なり、正規の老中同様に幕政中枢の責任者として重用された。老中就任に必要な最低家禄の2万5,000石に満たない者の場合に老中格へ任用される。この場合、無城大名は城主格大名へ昇格する。

## 就任者

### 幕初
幕初の老中格は将軍家光の信任を得た側近たちが老中制確立期において、大名に取り立てられ、最終的に老中に就任して統治機構が完成する過程において任命されている。その後の昇進ルートの先例となった。就任は比較的若年層となっている。
- 松平信綱　寛永9年（1632年）11月18日-寛永12年（1635年）10月29日　（在2年11か月、37-40歳）
- 堀田正盛　寛永10年（1633年）5月5日-寛永12年（1635年）　（在2年5か月、26-28歳）
- 阿部忠秋　寛永10年（1633年）5月5日-寛永12年（1635年）10月29日　（在2年5か月、32-34歳）

### 前期
前期の老中格は将軍家へ入嗣した主君との厚い主従関係を持った藩士が取り立てられている。石高は高禄（最終石高は保明が甲府15万石、詮房が高崎5万石）で、在任期間が長い。同時期の老中就任者の平均年齢の40代中盤から50代中盤に対して、やや若い時期に老中格となっている。側用人のまま老中格となっており、これは確立していた老中による合議制に対して、親政を志向した将軍が政治力行使のために幕政に影響力を与えるための手段と見られる。
- 柳沢保明　元禄7年（1694年）12月9日-宝永6年（1709年）6月3日　（在14年6か月、37-52歳）
- 間部詮房　宝永6年（1709年）4月16日-享保元年（1716年）5月16日　（在7年1か月、44-51歳）

### 中期
中期の老中格は輝貞一人であり側用人出身である。本来、側用人を排除し、譜代を尊重した政治姿勢を見せていた徳川吉宗の治下にあって経験と実務を評価されて長期にわたって重用された。しかし基本政策に反する登用であるため、老中より一格劣る老中格に留め置かれた。高齢での就任であり、高崎7.2万石は当時の老中平均の5-6万石よりも高い。
- 松平輝貞　享保15年（1730年）7月11日-延享2年（1745年）12月11日　（在15年5か月、66-81歳）

（井上英紀の私見では享保2年（1717年）9月23日からの就任として、在28年3か月、53-81歳）

### 後期
後期の老中格は最後まで専任であった本多忠籌を除けば、在任期間が短く、高齢・少禄であり側用人出身者が多く、後に老中に就任している。将軍家や有力幕閣との結びつきの強いものという共通点がある。また、この期に初めて老中格が老中勝手掛を兼任した事例が作られた。
- 田沼意次　明和6年（1769年）8月18日-安永元年（1772年）1月15日　（在2年5か月）
- 水野忠友　天明元年（1781年）9月18日-天明5年（1785年）1月29日　（在3年4か月、51-55歳）
- 本多忠籌　寛政2年（1790年）4月16日-寛政10年（1798年）10月26日　（在8年6か月、52-60歳）
- 水野忠成　文化14年（1817年）8月23日-文政元年（1818年）8月2日　（在1年、56-57歳）
- 植村家長　文政8年（1825年）4月18日-文政9年（1826年）11月28日　（在1年7か月、72-73歳）
- 脇坂安董　天保7年（1836年）2月15日-天保7年（1837年）9月4日　（在7か月）
- 堀親寚　天保14年（1843年）12月22日-弘化元年（1844年）6月13日　（在6か月、62-63歳）

### 幕末
幕末の老中格は当時の老中と共通して、短い在任期間、就任者数の増大、再任例の発生が見られる。石高、年齢、出自や立場（外様、世子、隠居など）がばらばらであり、柔軟性が見られる反面、難しい政治情勢に対応した有効な政治力が発揮されなかった。また、徳川慶喜との関係が深い人物が老中格に就任している傾向がある。
- 小笠原長行　文久2年（1862年）9月11日-文久3年（1863年）6月9日　（在9か月、41-42歳）
- 諏訪忠誠　元治元年（1864年）6月29日-元治元年（1864年）7月23日　（在1か月、44歳）
- 松前崇広　元治元年（1864年）7月7日-元治元年（1864年）11月10日　（在4か月、36歳）
- （再任）小笠原長行　元治2年［慶応元年］（1865年）9月4日-元治2年［慶応元年］（1865年）10月9日　（在1か月、44歳）
- 松平乗謨　慶応2年（1866年）6月19日-慶応4年（1868年）2月5日　（在1年8か月、28-30歳）
- 稲葉正巳　慶応2年（1866年）12月16日-慶応4年（1868年）2月1日　（在1年1か月、54-54歳）
- 松平正質　慶応3年（1867年）12月15日-慶応4年（1868年）2月9日　（在2か月、24-25歳）
- 立花種恭　慶応4年（1868年）1月10日-慶応4年（1868年）2月5日　（在1か月、33歳）